# Hil Hernández
Hil Yesenia Hernández Escobar (Castro, 1º dicembre 1984) è una modella cilena, vincitrice del concorso Miss Terra 2006.
È stata la prima Miss Cile ad aver vinto il titolo, riuscendo dove non ce l'aveva fatta Nataly Chilet, concorrente di Miss Terra 2005, arrivata fra le prime otto classificate del concorso.
Nel 2004 la Hernandez aveva rappresentato il Cile a Miss Model Of The World (semifinalista) e South American Queen. Aveva preso parte anche al concorso Miss Terra Cile 2003 (Finalista) e Miss Terra Cile 2004 (Seconda classificata). Queste partecipazioni le avevano fornito l'esperienza e le possibilità per essere incoronata Miss Terra, il terzo concorso di bellezza più importante al mondo, dopo Miss Universo e Miss Mondo. Come Miss Terra, il suo compito è stato quello di promuovere la coscienza ambientale e la preservazione dell'ambiente.